# التهاب السحايا والدماغ
التهاب السحايا والدماغ (بالإنجليزية: Meningoencephalitis)‏ هوَ مرض يُشبه التهاب السحايا وَالتهاب الدماغ في آنٍ واحد.

## الأسباب
يَحدث هذا المرض عن طريق عدد من العوامل الممرضة التي قد تكون بكتيريا أو فيروسات أو أوليات، وِمنها:

### بكتيريا
- لستيريا مولدة للوحيدات.
- نيسرية سحائية.
- ريكتسية بروفاتسيكية.
- مفطورة رئوية.
- سل.
- بوريليا (داء لايم).
- داء البريميات.

### فيروسيات
- التهاب الدماغ المحمول بالقراد.
- فيروس غرب النيل.
- حصبة.
- فيروس إبشتاين-بار.
- فيروس جدري الماء النطاقي.
- فيروس معوي.
- فيروس الهربس البسيط بنوعيه الأول والثاني.
- نكاف: وهو أحد الأسباب الشائعة لحدوث التهاب السحايا والدماغ، ومع ذلك تكون معظم هذه الحالات خفيفة وبشكل عام لا تؤدي إلى الوفاة أو حدوث مضاعفات عصبية.[4]
- فيروس العوز المناعي البشري: عدد قليل من الأشخاص يظهر لديهم التهاب السحايا والدماغ في المرحلة الأولى من المرض.[5][6]

### أوليات
- التهاب السحايا والدماغ الأميبي الأولي مِثل نيجلرية دجاجية وَبالاموثيا ماندريلاريس وَسابينيا ديبلويديا.[7]
- مثقبية بروسية.[7]
- مقوسة غوندية (معقدات القمة).[7]

### حيوانات
- الهاليسيفالوبوس اللثوية.

الحيوانات المُمرِضة تتواجد على شكل طفيليات مُخيرة، ونادراً وبشكل استثنائي ما تُسبب التهاب السحايا والدماغ.

### أُخرى
- التهاب السحايا والدماغ الورامي الحبيبي.
- التهاب وعائي.
- الأجسام المضادة التي تستهدف بروتينات ببتيد أميلويد بيتا والتي تستخدم أثناء الأبحاث حول مرض آلزهايمر.[9]
- فطريات المستخفية المورمة من المُمكن أن تُظهر أعراض في الجهاز العصبي مِثل التهاب السحايا والدماغ مع وجود استسقاء رأسي واضح؛ وذلك نتيجةً لوجود كبسولة متعددة السكاريد فريدة للكائن.

## التنبؤ
يَرتبط التهاب السحايا والدماغ مع حدوث زيادة في معدلات الوفيات ومع حدوث أمراض شديدة.

## حالات بارزة
تُوفي كريستوفر برايس بسبب التهاب السحايا والدماغ، وهو مقدم تلفزيون بريطاني شهير، وأيضاً في شهر مايو عام 2009 أُدخل موريس إيما (رئيس الوزراء السابق في نيوساوث ويلز في أستراليا) إلى المُستشفى حيثُ تم تشخيصه بالتهاب السحايا والدماغ.
كما تُشير البحوث الطِبية الحديثة إلى أنَّ التهاب السحايا والدماغ كان سبب حدوث العَمى لدى ماري إنغالز (الشَقيقة الكُبرى للكاتبة الأمريكية لورا إنغالز وايلدر) وليسَ كما تذكر الكُتب بأنَّ سبب العمى هوَ الحمى القرمزية.

## في الثقافة الشعبية
في فيلم عدوى الذي صدرَ في عام 2011 كانَ المَرض الوبائي يَقتل الأشخاص عند حدوث التهاب السحايا والدماغ لَديهم، وسُميَ الفيروس في الفيلم باسم «فيروس التهاب السحايا والدماغ الأول» (Meningoencephalitis Virus One) ويُدعى اختصاراً MEV-1.
في الجزء الثاني من المسلسل الدرامي الطبي هاوس كانَ التهاب السحايا والدماغ الأميبي الأولي سبب حدوث أعراض فورمان.